# Václavy
Václavy település Csehországban, Rakovníki járásban. Václavy Čistá, Řeřichy, Velká Chmelištná és Zavidov településekkel határos. Lakosainak száma 66 fő (2024. január 1.).

## Népesség
A település lakosságának változását az alábbi diagram mutatja:
| Lakosok száma | 220  | 184  | 203  | 93   | 72   | 57   | 68   | 65   | 70   | 66   |
|               | 1869 | 1900 | 1921 | 1961 | 1980 | 2011 | 2016 | 2019 | 2021 | 2024 |